# پادشاه گوسو
پادشاه گوسو (به کره‌ای: 구수왕)، (سلطنت:۲۱۴~۲۳۴ میلادی)؛ ششمین پادشاه بکجه یک پادشاهی از میان سه پادشاهی کره و پسر بزرگ پنجمین پادشاه بکجه یعنی پادشاه چوگو بود.

## پیش‌زمینه
او پسر ارشد پنجمین پادشاه بکجه پادشاه چوگو بود. او پس از مرگ پادشاه چوگو درسال ۲۱۴ میلادی که چهل و نهمین سال سلطنت او بود به پادشاهی رسید. سامگوک ساگی می‌نویسد که او هفت فوت قد و در قدرتش استثنایی بود.

## سلطنت
حتی با فرض دقیق بودن تاریخ‌های ذکر شده در کتاب سامگوک ساگی آمده است در زمان حکومت او بکجه بسیار ضعیف بود و بیشتر شبیه یک حکومت قبیله‌ای بود بود تا یک پادشاهی.
درسال ۲۱۶ میلادی، او بر نیروهای مالگال در دژ سادو پیروز شد و درسال ۲۲۲ میلادی، نیروی ۵٫۰۰۰ نفری شیلا، دیگر پادشاهی کره‌ای را نابود کرد. با این حال، سامگوک ساگی بسیاری از شکست های بکجه را در برابر مالگال و شیلا و همچنین بلایای طبیعی در پایان سلطنت گوسو ثبت می کند.
سامگوک ساگی:
- ۲۱۶ میلادی، پاییز، ماه هشتم. مالگال آمدند و دژ جوکهیون را محاصره کردند. ارباب دژ آنها را دفع کرد و راهزنان عقب نشینی کردند. پادشاه ۸۰۰ سوار برگزیده را در تعقیب آنها رهبری کرد و در نزدیکی دژ سادو با آنها جنگید و آنها را شکست. بسیاری از آنها کشته یا اسیر شدند.
- ۲۱۷ میلادی، بهار، ماه دوم. کاخ‌های دوقلو در کنار دژ سادو ساخته شده‌اند و از شرق به غرب به موازات یکدیگر می‌چرخند. مردم جوکهیون تقسیم شدند و عده‌ای برای دفاع از قصر ساخته شدند.
- ۲۱۸ میلادی، پادشاه سربازان را به محاصره قلعه جنگسان شیلا هدایت کرد.  پادشاه شیلا (نه‌هه) خود رهبری و لشکر برای حمله به آنها را بر عهده گرفت و ارتش بکجه شکست خورد.
- ۲۲۱ میلادی، تابستان، ماه پنجم. در شرق کشور بارندگی بسیار زیاد بود و کوه ها در بیش از ۴۰ نقطه فرو ریختند. ماه ششم، آخرین روز ماه. خورشید گرفتگی رخ داد. پاییز، ماه هشتم. در غرب رودخانه هان بررسی بزرگی انجام شد.
- ۲۲۳ میلادی، بهار، ماه دوم. به کمیسرها دستور داده شد که دایک‌ها و خاکریزها را تعمیر کنند.  ماه سوم، پادشاه اعلامیه‌ای مبنی بر تشویق تولید کشاورزی صادر کرد. تابستان، ماه ششم. باران ماهی در پایتخت بارید. زمستان، ماه دهم. سربازان به اودوجین در شیلا اعزام شدند و ساکنان دزدی و ربوده شدند.  ژنرال شیلایی چونگوون ۵٫۰۰۰ سرباز را به ضد حمله رهبری کرد و در دژ ینگوک آنها نیروهای بکجه را شکست دادند. فقط سواره نظام فرار کرد. ماه یازدهم، آخرین روز ماه، خورشید گرفتگی رخ داد.
- ۲۲۴ میلادی، پاییز، ماه هفتم. ایلگیل یونچین شیلایی آمد و به بکجه حمله کرد. ارتش بکجه در نزدیکی کوه بونگسان ضد حمله کرد اما نتوانست بر آنها غلبه کند. زمستان، ماه دهم. زهره دیده شد.
- ۲۲۷ میلادی، تابستان، ماه چهارم. خشکسالی شدیدی بود. پادشاه در معبد شرقی جومونگ دعا کرد و باران بارید.
- ۲۲۹ میلادی، زمستان، دهمین ماه. پادشاه در یک چشمه سرد شکار کرد. ماه یازدهم آفت بزرگی وجود داشت. مالگال‌ها به مرزهای دژ اوگوک آمدند و مردم آنجا را ربودند. پادشاه ۳۰۰ سرباز با روحیه را برای دفع آنها رهبری کرد. راهزنان خود را پنهان کردند، سپس برای حمله آمدند، ارتش بکجه شکست بزرگی متحمل شد.
- ۲۳۱ میلادی، تابستان، ماه چهارم. به اندازه شاه بلوط تگرگ آمد. برخی از پرندگانی که مورد اصابت تگرگ قرار گرفتند مردند.
- ۲۳۴ میلادی، پادشاه درگذشت.

## میراث
پس از مرگ پادشاه گوسو، پسر بزرگ او سابان برای مدت کوتاهی هفتمین پادشاه بکجه شد. سابان توسط بویو گوی که به عنوان برادر پادشاه چوگو در سامگوک ساگی گزارش شده بود، از سلطنت خلع شد، اما دانشمندان مدرن معتقدند که از یک خط سلطنتی رقیب است.  نشان دهنده ادامه رقابت بین دو خط، پسر دوم گوسو یازدهمین پادشاه بیریو شد، و نام چهاردهمین پادشاه گون‌گوسو نشان دهنده تبار از نسل گوسو است.

## خانواده
- پدر: پادشاه چوگو
- مادر: ناشناس
  - ملکه (ها): ناشناخته
    - پسر نخست: پادشاه سابان هفتمین پادشاه بکجه - پیش از پادشاه شدن او به عنوان بویو سای شناخته می‌شد.
      - نوادگان: پادشاه بیریو یازدهمین پادشاه بکجه - پیش از پادشاه شدن او به عنوان بویو بیریو شناخته می‌شد.  به عنوان پسر گوسو در سامگوک ساگی ثبت شده است، اما به دلیل اختلافات تاریخی، محققان اکنون معتقدند که او نوه گوسو بوده است.
      - نوادگان: بویو اوبوک - درسال ۳۲۱ میلادی او به عنوان وزیر کشور (نسینجواپیونگ) منصوب شد و درسال ۳۲۷ میلادی شورش را علیه برادرش آغاز کرد، اما پادشاه بیریو او را سرکوب کرد.